# Вентуорт, Кеннет
Кеннет Вентуорт (англ. Kenneth Wentworth) — американский пианист.
Окончил Джульярдскую школу (класс Ирвина Фрейндлиха), ещё в студенческие годы женившись на своей однокурснице Джин Вентуорт. В 1960—1965 гг. работал в Индии, возглавляя Калькуттскую школу музыки. Начиная с этого периода Кеннет и Джин Вентуорты перешли преимущественно на исполнение пьес для фортепиано в четыре руки и в дальнейшем приобрели репутацию видных специалистов по этой специфической части фортепианного репертуара, осуществив, в частности, запись всех произведений Моцарта для фортепиано в четыре руки. В репертуаре четы Вентуортов также произведения других композиторов XVIII и XIX веков и современных американских авторов (Винсент Персикетти, Мейер Купферман и др.). Кеннет Вентуорт также на протяжении многих лет преподавал фортепиано в Колледже Сары Лоуренс в Бронксе, а в 1978 г. основал и возглавил продюсерскую компанию Jonathan Wentworth Associates Ltd., работающую, в частности, с пианистами Яковом Касманом и Антоном Куэрти, виолончелистом и дирижёром Юлием Туровским, скрипачом Дмитрием Берлинским, дирижёром Владимиром Вербицким и др.